# Drummondville
Pour les articles homonymes, voir Drummond.
Drummondville (/dʁɔmɔndvil/) est une ville canadienne au Québec, chef-lieu de la MRC de Drummond, dans la région du Centre-du-Québec. En 2024, la ville compte plus de 82 790 habitants et est la quatorzième agglomération la plus peuplée du Québec.

## Toponymie
En 1815, Gordon Drummond (1772-1854), administrateur du Bas-Canada et général pendant la guerre de 1812, charge le major général Frederick George Heriot (1786-1843) d'implanter un établissement militaire agricole le long de la rivière Saint-François, appréhendant une nouvelle tentative d'invasion de la part des Américains. Celui-ci installe son campement là où se situe la ville aujourd'hui, et, pour honorer Gordon Drummond pour lui avoir confié sa mission, il nomme ce territoire « Drummondville », nom attesté dès 1815. Lors de la fusion de Drummondville et de Drummondville-Sud en 1982, une proposition pour raccourcir le nom de la ville en « Drummond » fut avancée, mais celle-ci fut abandonnée peu de temps après.

## Histoire
Drummondville a été fondée en juin 1815 par le lieutenant-colonel Frederick George Heriot sur les bords de la rivière Saint-François. On voulait y installer des soldats démobilisés à la suite de la guerre de 1812 et y assurer une présence vigilante sur une des voies d'accès importantes au cœur du Québec, afin de prévenir toute invasion possible de l'armée américaine. Drummondville fut érigée en paroisse le 2 juillet 1856 puis incorporée civilement deux mois plus tard. Ce n'est que le 12 juillet 1888 qu'elle est érigée en municipalité et que les premières élections municipales ont lieu. La ville comptait plus de 5400 personnes en 1917 et la population a triplé entre 1921 et 1931.
Drummondville ne prit vraiment son essor qu'après la construction, en 1920, de la centrale hydroélectrique de la chute Hemmings, qui favorisa une croissance industrielle soutenue.

### Chronologie municipale
- 29 juin 1815 : création de la ville de Drummondville
- 1955 : annexion de la ville de Saint-Joseph et de la municipalité de Saint-Jean-Baptiste
- 1966 : annexion de Drummondville-Ouest
- 1982 : fusion de Drummondville et de Drummondville-Sud
- 1993 : annexion de la municipalité de Grantham
- 7 juillet 2004 : fusion entre les villes de Drummondville et de Saint-Nicéphore, de la municipalité de Saint-Charles-de-Drummond et de la municipalité de paroisse de Saint-Joachim-de-Courval pour former la ville de Drummondville

### Municipalités fusionnées avec Drummondville
- 1888 : Quartier nord
- 1938 : Saint-Pierre, Ferland
- 1955 : Saint-Joseph-de-Grantham, Celanese, Saint-Jean-Baptiste-de-Drummond
- Une partie en 1961 et l'autre en 1975 : Grantham-Ouest
- 1966 : Drummondville-Ouest
- 1981 : Drummondville-Sud
- 1993 : Grantham
- 2004 : Saint-Nicéphore, Saint-Charles-de-Drummond, Saint-Joachim-de-Courval

## Héraldique
| Fortem posce animum |
| ------------------- |

| L'écu de Drummondville se blasonne ainsi : Écartelé: en 1 et 4 d'argent à la fasce d'azur chargée de 3 quintefeuilles du champ, en 2 et 3 d'hermine à deux fasces de gueules. |

La devise « Fortem posce animum » signifie « demande une âme forte », c'est le début du vers qui suit le fameux « mens sana in corpore sano » de la dixième Satire de Juvénal.

## Géographie
La rivière Saint-François délimite le sud-est de la ville, la traverse vers le nord-ouest où elle en délimite le nord-ouest.
La rivière Saint-Germain traverse la ville du nord-ouest vers le nord-est jusqu'à sa confluence avec la rivière Saint-François dans le centre-ville.
À partir de son crénon, dans le nord-ouest, la rivière aux Vaches coule vers le nord-ouest.
La rivière Saint-François est d'ailleurs sortie de son lit le 17 mars, forçant des Drummondvillois à évacuer leur habitation. Un camping du secteur a d'ailleurs dû fermer son site pour la saison 2025, en raison des dommages causés par la crue des eaux.
Au total, 300 résidences ont dû être évacuées de manière préventive.

## Démographie
| 1881 | 1891  | 1901  | 1911  | 1921  | 1931  | 1941   | 1951   | 1956   | 1961   | 1966   | 1971   | 1976   | 1981   | 1986   | 1991   | 1996   | 2001   | 2006   | 2011   | 2016   | 2021   |
| ---- | ----- | ----- | ----- | ----- | ----- | ------ | ------ | ------ | ------ | ------ | ------ | ------ | ------ | ------ | ------ | ------ | ------ | ------ | ------ | ------ | ------ |
| 900  | 1 955 | 1 450 | 1 725 | 2 852 | 6 609 | 10 555 | 14 341 | 26 284 | 27 909 | 29 216 | 31 813 | 29 286 | 27 347 | 36 020 | 35 462 | 44 882 | 63 029 | 67 392 | 71 852 | 75 423 | 79 153 |

Lors du recensement de 2021, la population de Drummondville est blanche dans une proportion de 92,7 % blanche, alors qu'une proportion de 5,6 % fait partie des minorités visibles et 1,7 % des autochtones. Les groupes de minorités visibles les plus nombreux sont les Noirs (2,1 %), les Latino-Américains (1,5 %) et les Arabes (1,3 %).
Une proportion de 93,8 % des Drummondvillois a le français comme langue maternelle. Les autres langues maternelles les plus courantes sont l'espagnol (1,4 %), l'anglais (1,1 %) et l'arabe (0,9 %).
Une proportion de 71,9 % des résidents est chrétienne en 2021, contre 90,8 % en 2011. Un total de 64,4 % des habitants sont catholiques, 5,6 % sont chrétiens n.d.a., 0,8 % sont protestants et 1,0 % appartiennent à d'autres traditions chrétiennes et connexes. Un total de 26,0 % de la population est non religieuse ou laïque, contre 8,4 % en 2011. Les autres religions et traditions spirituelles représentent 2,0 % de la population, contre 0,8 % en 2011. La plus grande religion non chrétienne représentée à Drummondville est l'islam (1,7 %).

## Administration
Les élections municipales se font en bloc et suivant un découpage de douze districts. La mairesse actuelle est madame Stéphanie Lacoste. Elle a été assermentée le 12 novembre 2021.
| Drummondville Maires depuis 2005                                                                                     |                       |                                     |          |
| Élection | Maire                 | Qualité                             | Résultat |
| 2005 | Francine Ruest-Jutras | Mairesse depuis 1987                | Voir     |
| 2009 | Francine Ruest-Jutras | Mairesse depuis 1987                | Voir     |
| 2013 | Alexandre Cusson      |                                     | Voir     |
| 2017 | Alexandre Cusson      | Voir                                |          |
| fév. 2020 | Yves Grondin          | (Élection le 3 mai 2020 (reportée)) | Voir     |
| sept. 2020 | Alain Carrier         |                                     | Voir     |
| 2021 | Stéphanie Lacoste     |                                     | Voir     |
| Élection partielle en italique Depuis 2005, les élections sont simultanées dans toutes les municipalités québécoises |                       |                                     |          |

## Économie
Située au cœur de la plaine montréalaise, entre Montréal, Québec, Sherbrooke et Trois-Rivières, Drummondville est à la croisée de deux axes routiers majeurs du Québec, soit les autoroutes 20 et 55. Sa position géographique stratégique lui a permis de développer son industrie textile – toutefois en déclin depuis les années 2010. L'économie locale s'est par ailleurs diversifiée depuis les années 2000.
Plusieurs entreprises de camionnage sont basées à Drummondville, dont certaines figurent parmi les 300 plus importants employeurs de la région. L'entreprise  Girardin y possède son usine de fabrication d'autobus et de minibus. Elle est le principal distributeur et constructeur des autobus scolaires Blue Bird pour le Canada, ainsi que le distributeur des autobus New Flyer au Québec.

## Culture locale et patrimoine

### Architecture

#### Basilique mineure Saint-Frédéric

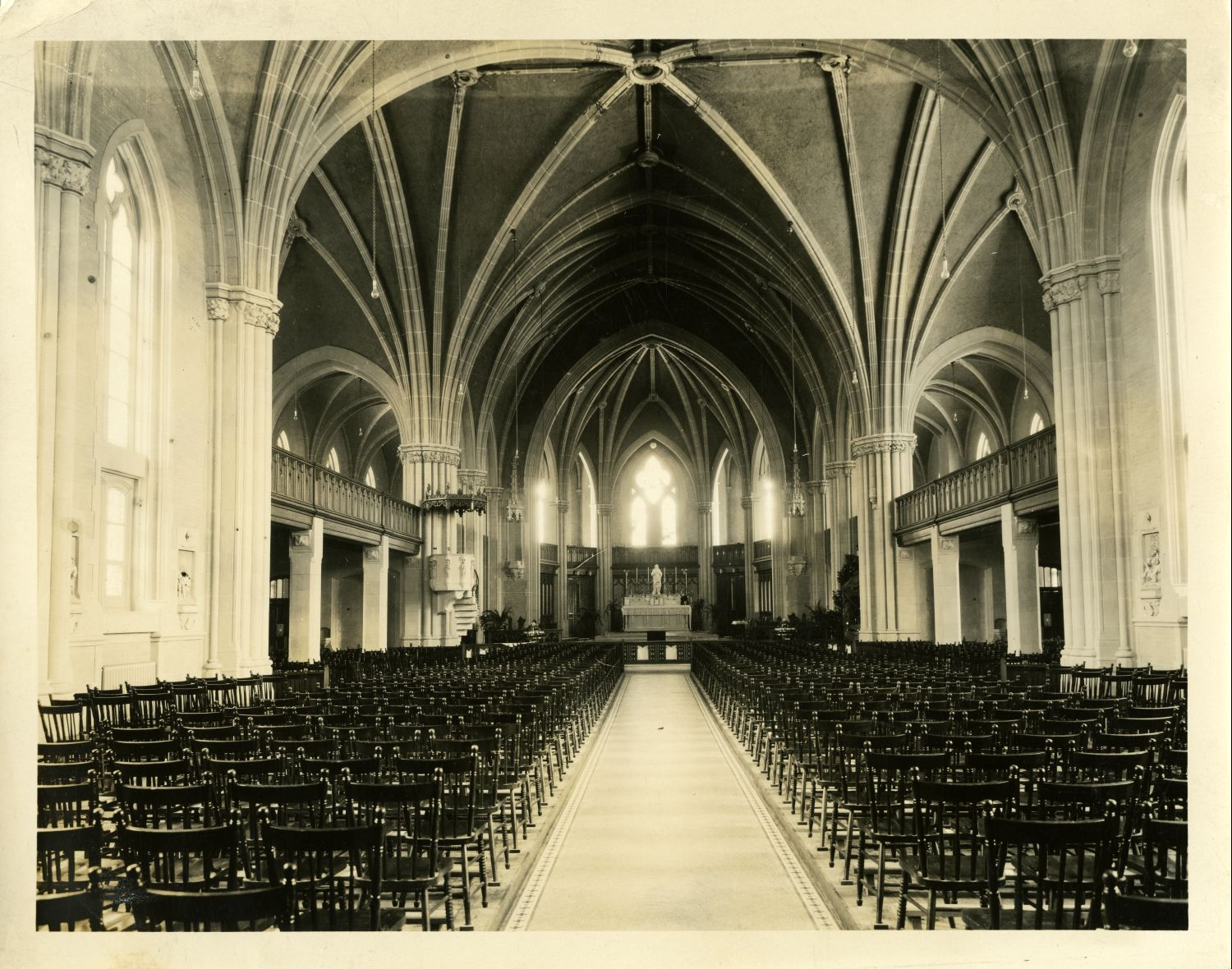
L'intérieur de l'église vers 1903

D’inspiration néogothique, l’église Saint-Frédéric de Drummondville impressionne visuellement par des matériaux tels que le marbre et le bois de chêne blanc qui lui donnent un jeu de couleurs nettement plus clair que la majorité des autres bâtiments avoisinants. L’orgue imposant, l’abat-voix, le retable sculpté et les verrières constituent les éléments les plus remarquables de son aménagement intérieur. La longueur de l’édifice, de l’abside à la porte centrale, mesure 58 mètres. La tour du clocher mesure 7,32 mètres à la base, et 41,15 mètres de hauteur. Si on y ajoute la croix et le coq gaulois, elle atteint 45,72 mètres. La petite tour mesure 21,34 mètres de haut.
Son premier chantier débute en 1822. L'église est démolie pour une première fois en 1879 pour faire place à une église plus grande, qui brûla en 1899. Une troisième église est construite au coût de 85 000 $ en 1900, mais la finition de l'aménagement ne se termine qu'en 1907. Celle-ci s'enflamme à son tour le 25 décembre 1921, et seuls les fondations et les murs de maçonnerie résistent au feu. La cause criminelle de l'incendie est éclaircie en 1927, dans un pénitencier de Colombus (Ohio).
Une quatrième reconstruction débute le 23 juin 1922 pour la somme de 112 000 $. L'architecte Théodore Hallé s'engage à remplacer les matériaux de bois des églises précédentes par de la pierre et une toiture en cuivre laminé à froid. L'église est achevée en 1929. Le 22 septembre 2015, le Vatican accorde le titre de basilique mineure à l'église Saint-Frédéric, quelques mois après le 200e anniversaire de la ville.

### Arts et culture

#### Bibliothèque
Le 7 septembre 2017, la bibliothèque publique de Drummondville ouvre ses portes au sein du nouvel édifice Francine-Ruest-Jutras. La bibliothèque possède une collection de plus de 135 000 livres, incluant les effectifs de la Société d'histoire de Drummond (service d'archives privées agréés par Bibliothèque et Archives nationales du Québec) et celui de la Société de généalogie de Drummondville, qui lui sont rattachées. L'édifice a coûté 21 millions de dollars et s'étend sur 4 885 m2.

#### Lieux historiques

##### Domaine Trent
Situé dans le parc des Voltigeurs, le domaine Trent est un lieu patrimonial et historique important de la ville. La maison Trent est classée immeuble patrimonial depuis 1964 par le ministère de la Culture et des Communications du Québec. La protection s'applique également au domaine. Lors de la saison estivale, des jeux d'évasion sont offerts, et des aires de pique-nique et des sentiers sont ouverts à longueur d'année,.

##### Village québécois d'antan
Le Village québécois d'antan est l'un des attraits touristiques de la ville. Celui-ci est une reconstitution d'un village québécois des années 1810 à 1930, construit avec de vrais maisons et bâtiments de l'époque. En plus d'être « habité » par des villageois (employés costumés selon la saison), le Village s'illumine de plus de 25 000 lumières de Noël durant le temps des fêtes, offrant des animations dans les rues et des tours de carriole sur la neige. En mars et en avril, lorsque l'hiver s'adoucit, le Village propose de la tire d'érable et des confiseries d'hiver traditionnelles canadiennes aux familles, en plus de banquets à l'ancienne dans une cabane à sucre où des musiciens jouent des airs québécois de l'époque. Vers octobre, le Village se transforme en « village hanté » : les maisons sont décorées, des acteurs jouent des rôles et une brume artificielle sillonne les rues lorsque le soleil se couche pour rendre l'ambiance du village macabre. Les enfants autant que les adultes passent la soirée à visiter les nombreuses maisons où se cachent des personnes déguisées pour faire peur aux visiteurs.

#### Musées

##### Musée national de la photographie Desjardins
Le Musée national de la photographie Desjardins recueille, restaure, sauvegarde, documente et expose une collection d’appareils, d’images et d’objets reliés à la photographie. Des visites guidées, des conférences, des pièces de théâtre et des théâtres de marionnettes sont offerts aux visiteurs. C'est actuellement le seul musée de la photographie au Canada.

#### Théâtre

##### Maison des arts Desjardins
La Maison des arts Desjardins est une salle de spectacles qui accueille plus de 100,000 spectateurs par année. Elle comporte une salle d'exposition d'œuvres d'art (Centre d'art actuel DRAC), un bar au rez-de-chaussée et une terrasse.

### Festivals et évènements

#### Festival de la poutine
Le Festival de la poutine de Drummondville est un festival annuel consacré à la dégustation de diverses poutines – particularité gastronomique emblématique du Québec. Le festival, étalé sur trois jours, a présenté au fil de son existence des artistes musicaux majeurs de la scène québécoise, tels que Loud, Cœur de pirate et Simple Plan, et organise un concours de la meilleure poutine. Lors de la 12e édition du festival en 2019, environ 11 500 personnes par jour ont circulé sur le site.
En 2024, lors de la 17e édition de l’événement, des artistes tels que Galaxie, Daniel Bélanger, Les Trois Accords, Calamime et Fanny Bloom ont performé sur les scènes. Dix poutiniers étaient également présents pour servir ce mets traditionnel dans des saveurs diverses. La tarification était 61$ pour le passeport et 42$ pour le billet journalier. L’accès au site était gratuit pour les 12 ans et moins. 
Pour l'édition 2025, les organisateurs du Festival de la poutine reçoivent le groupe Québec Redneck Bluegrass Project et l'artiste IAM.

## Sports

### Centre Marcel-Dionne
Le Centre Marcel-Dionne, nommé en l'honneur du joueur de hockey Marcel Dionne, est le plus grand aréna de la région de Drummondville. Il contient 4 000 places. L'aréna est la résidence des Voltigeurs de Drummondville de la Ligue de hockey junior Maritimes Québec. Des rénovations importantes ont été faites en 2008 au coût de 3 millions de dollars. La superficie de la patinoire est de 1502,2 mètres carrés. La ville est la propriétaire officielle de l'aréna.

### Jeux du Québec
Drummondville a accueilli à l'hiver 2015 la 50e finale des Jeux du Québec.

### Voltigeurs de Drummondville
Les Voltigeurs de Drummondville sont une franchise du hockey sur glace junior majeur du Canada. Ils évoluent dans la Ligue de hockey junior majeur du Québec. Créée en 1982, l'équipe dispute ses matchs locaux au Centre Marcel-Dionne. Leurs couleurs sont le noir, le rouge, l'argent et le blanc.

## Transport

### Réseau routier

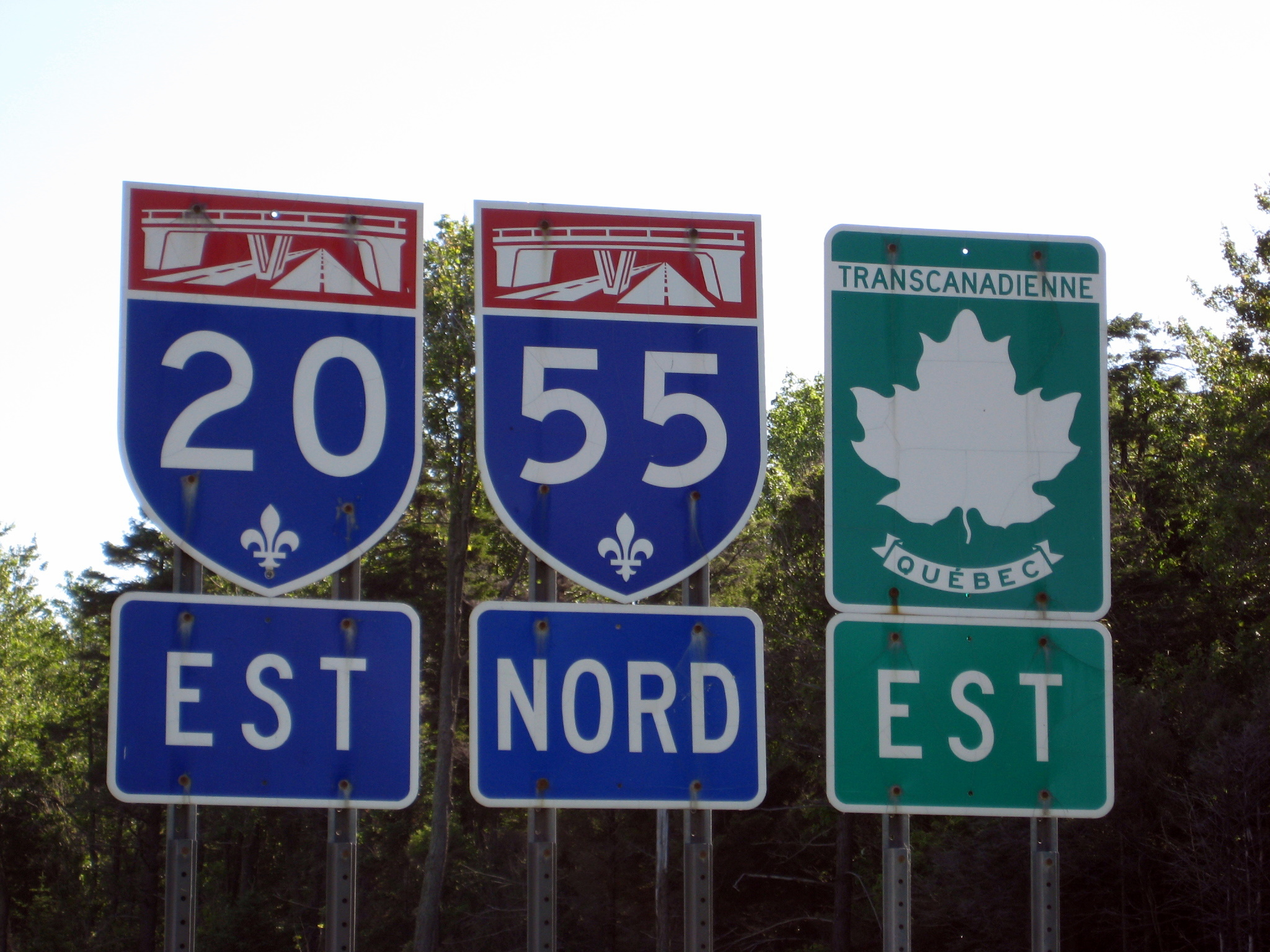
Le multiplex 20/55, passant au nord-ouest de Drummondville (sorties 173 à 210). L'autoroute 20 fait aussi partie de la route Transcanadienne.

L'autoroute 20, la route Transcanadienne, passe à l'ouest et au nord de la ville, traversant la rivière Saint-François, en possédant cinq sorties vers la ville, soit les sorties 173 (autoroute 55), 175 (route 143 nord, Saint-Bonaventure), 177 (Centre-ville, route 143 (boul. Saint-Joseph)), 179 (chemin du Golf) et 181 (boulevard Foucault). L'autoroute 55, quant à elle, passe au sud de la ville, et les sorties 116 (route 139), 122 (boulevard Jean-de-Brébeuf) et 125 (Centre-ville, route 122 (rue Saint-Pierre)) relient l'A-55 à Drummondville.
La route 143 est la principale artère commerciale de la ville, traversant la ville sur une orientation nord-ouest / sud-est. Elle prend le boulevard Saint-Joseph et la section du boulevard Lemire au nord de la 20. La route 122 prend la rue Saint-Pierre (depuis Saint-Germain-de-Grantham), puis quitte Drummondville vers Saint-Cyrille-de-Wendover vers le nord-est en empruntant la rue Saint-Georges et le boulevard de l'Université. Les autres artères importantes de la ville sont: le boulevard Lemire, la rue Janelle et le boulevard Mercure.
De par sa localisation à la jonction des autoroutes 20 et 55, Drummondville est située à exactement 102 kilomètres du centre-ville de Montréal (90 kilomètres de l'île) et à 148 kilomètres du centre-ville de Québec (135 kilomètres des ponts de Québec) via l'autoroute 20. Elle est aussi située à 72 kilomètres de centre de Sherbrooke, accessible par l'autoroute 55 sud. Trois-Rivières est situé 77 kilomètres de Drummondville via les autoroutes 20 et 55 nord.

### Transports en commun
La ville de Drummondville est doté d'un service d'autobus qui est composé de 9 lignes urbaines, en fonction tous les jours de l'année. Le terminus urbain est situé sur la rue des Forges et les départs se font aux 30 minutes du lundi au samedi, et aux 60 minutes le dimanche, entre 7h et 23h.

### Transports interurbains

#### Par train
Drummondville est desservie par les trains de VIA Rail sur le corridor Ottawa-Québec, avec arrêts à Montréal. Il y a également un train par jour en direction du Bas-Saint-Laurent, la Gaspésie et Halifax.

#### Par autocar
Une gare routière appartenant à la compagnie Orléans Express, se trouve au coin des rues Janelle et Foster, à trois kilomètres du centre-ville. Cette dernière offre des départs quotidiens en direction de Montréal, Québec et Victoriaville, via l'autoroute 20. Des départs vers Trois-Rivières et Sherbrooke via l'autoroute 55 sont offerts du vendredi au lundi par La Québécoise.

### Aéroport
L'aéroport régional de Drummondville est situé au nord-est de Saint-Nicéphore, à 10 kilomètres au sud-est du centre de Drummondville. Celui-ci est géré par l'Agence des services frontaliers du Canada (ASFC). Les agents de l'ASFC à cet aéroport ne peuvent manipuler que des aéronefs de l'aviation générale, avec pas plus de 15 passagers.

### Réseau routier

#### Autoroutes
- Autoroute 20
- Autoroute 55

#### Routes provinciales
- Route 122
- Route 139
- Route 143

#### Autres routes d'importance
- Boulevard Saint-Joseph
- Boulevard Lemire
- Boulevard Jean-de Brébeuf

## Éducation
En éducation, Drummondville est couverte par le Centre de services scolaire des Chênes (anciennement la Commission scolaire des Chênes) comptant 38 écoles primaires, 6 écoles secondaires dont un collège privé, un centre de formation professionnelle (plusieurs pavillons) et un centre de formation générale des adultes ainsi que par la Commission scolaire Eastern Townships, comptant une école primaire anglophone.
Depuis le mois de janvier 2016, Drummondville accueille un campus universitaire de l'Université du Québec à Trois-Rivières.

### Centres de formation professionnelle
- Centre de formation professionnelle Paul-Rousseau
- CFPPR Marie-Rivier
- CFPPR Marcel-Proulx
- CFPPR Saint-Frédéric
- CFPPR Construction
- CFPPR véhicules lourds

### Cégep et université
Le Cégep de Drummondville dessert les besoins en éducation post-secondaire de la région à près de 2 450 étudiants. L'établissement compte 21 programmes d'études et options, dont 7 programmes pré-universitaires (DEC préuniversitaire), 14 formations techniques (DEC technique) et un tremplin DEC. Celui-ci comporte une salle de spectacle, 35 602 pi2 d'installations sportives intérieures et extérieures, une bibliothèque, un centre de la petite enfance (CPE) et des résidences étudiantes sur le campus. L'établissement a ouvert ses portes au début de l'année scolaire 1980-1981.
Le Collège Ellis (campus de Drummondville) offre différentes techniques dont techniques policières, techniques en éducation spécialisée, techniques juridiques et soins préhospitaliers d'urgence. Le collège est fondé en 1930 par Rose Ellis sous le nom de « Collège d'affaires Ellis ».
L'Université du Québec à Trois-Rivières (campus de Drummondville) comporte deux pavillons offrant divers certificats, baccalauréats, micro-programmes, programmes courts, maîtrises et formations à distance et aux entreprises.

## Organismes à buts non lucratifs
- Centre Normand-Léveillé[51]
- Centraide Centre-du-Québec[52]

## Jumelage
- La Roche-sur-Yon (France) depuis 1982
- Braine-l'Alleud (Belgique)
- Berstett (France) depuis le 5 juillet 1991

## Personnalités liées
- Yves-François Blanchet, homme politique, chef du Bloc québécois
- Alexandre Cusson , homme politique, ancien maire
- Yvan Cournoyer, joueur de hockey
- Marcel Dionne, joueur de hockey
- Kaïn, groupe de musique
- Les Trois Accords, groupe de musique et organisateur du festival de la Poutine de Drummondville
- Yvon Lambert, joueur de hockey et ambassadeur du Canadien de Montréal
- Brigitte Boisjoli, chanteuse
- Jean-Patrick Balleux , journaliste
- Lester Patrick, joueur de hockey et entraineur
- Georges Dor, auteur, essayiste, compositeur, dramaturge, chanteur, poète, traducteur, producteur et metteur en scène de théâtre
- Daniel Lemire, humoriste
- Marcel Martel, auteur-compositeur interprète de chanson country western
- Renée Martel, chanteuse, auteure, compositrice et animatrice
- Louis Morissette, acteur, humoriste et scénariste
- Gaston Mandeville, auteur-compositeur interprète
- Priska Poirier, écrivaine
- Claude Rajotte, animateur de radio, DJ, VJ, critique de disques et journaliste
- Côme Saint-Germain, professeur, directeur d'école, et initiateur de mouvements de jeunes
- Patrick Senécal, écrivain, scénariste et cinéaste
- Michel Lauzière, humoriste
- Karine Vanasse, comédienne
- Stéphanie Bédard, chanteuse
- Bériot, auteure-compositrice-interprète
- Mathieu Perreault, joueur de hockey
- Mickael Gouin, comédien et acteur
- Michel Cusson, musicien et compositeur de musique de films, spectacles et documentaires
- Danick Martel, joueur de hockey sur glace
- Éric Messier, joueur et entraîneur de hockey sur glace
- Pascal Allard, chanteur
- Serge Boisvert, joueur et recruteur de hockey sur glace
- Gilles Houle, chercheur et professeur en sociologie, spécialisé en sociologie du Québec et en épistémologie principalement.
- Alan Haworth, joueur de hockey sur glace

## Galerie

Archives municipales
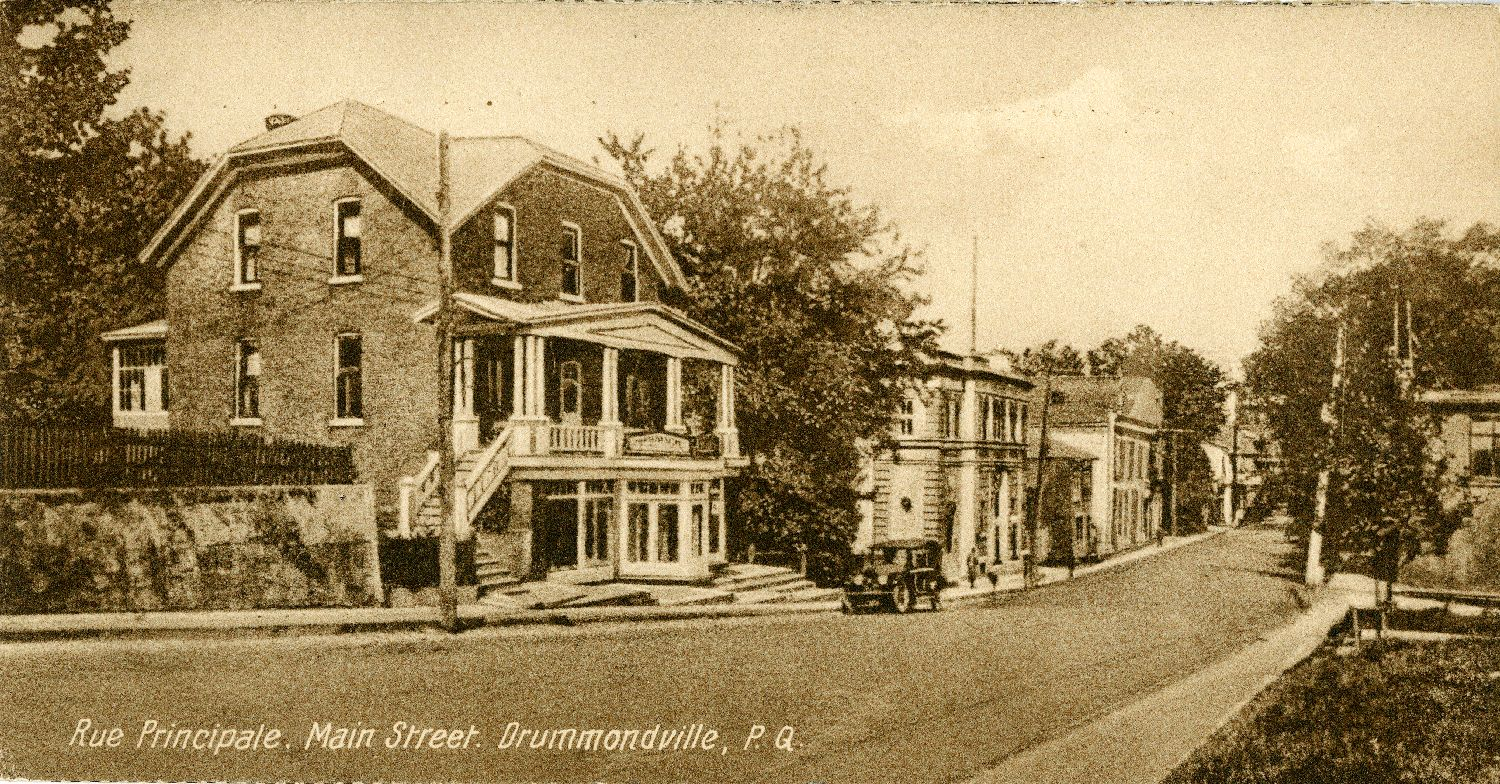
Rue principale à Drummondville, 1930.
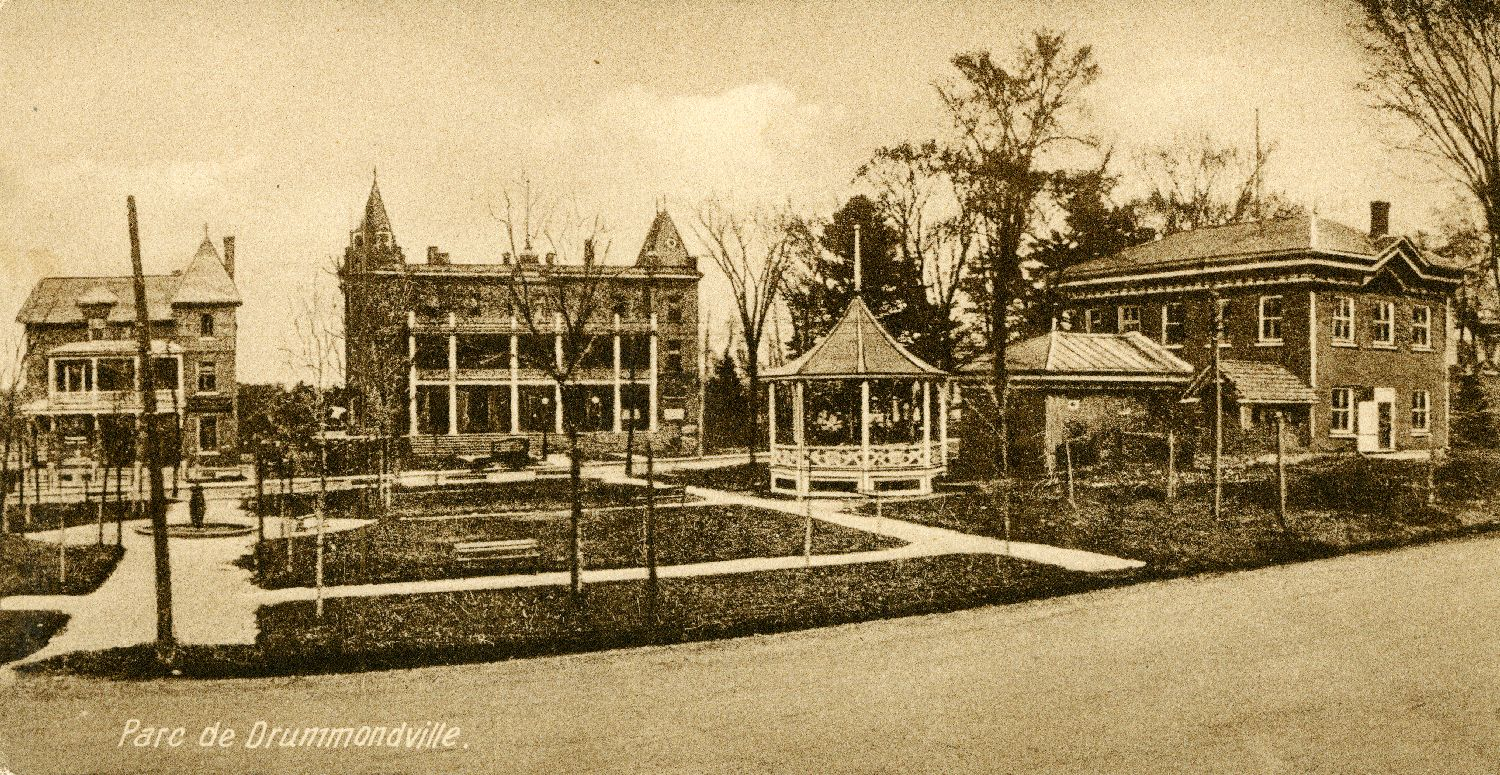
Parc de Drummondville, 1930.
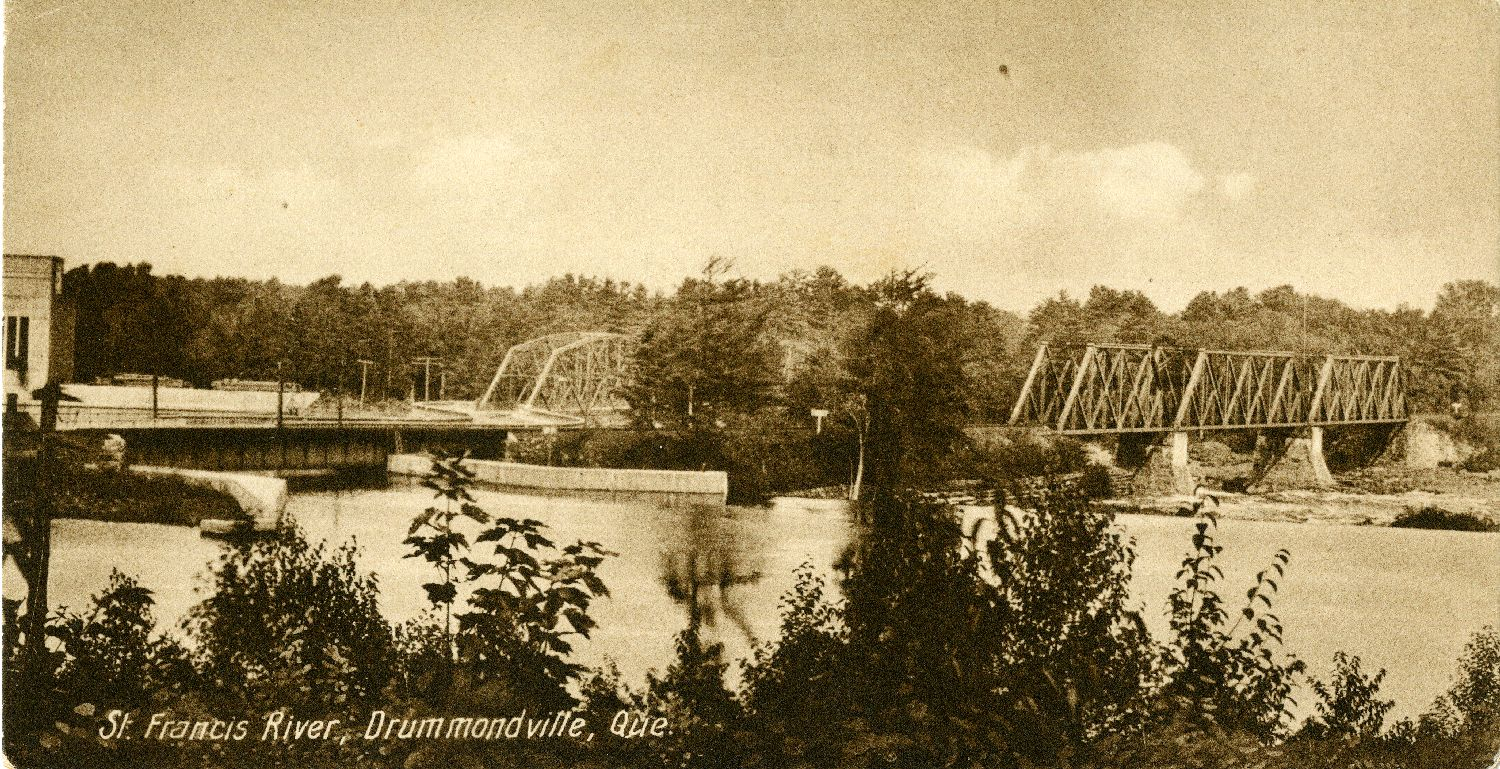
Rivière Saint-François à Drummondville, 1930.